# 모세우시역
모세우시역(일본어: 妹背牛駅 모세우시에키[*])은 일본 홋카이도 우류 군 모세우시정에 있는 홋카이도 여객철도 하코다테 본선의 역이다. 역 번호는 A23이며, 상대식 승강장 2면 2선의 구조를 지닌 지상역이다.

## 타는 곳
| 1 | ■ 하코다테 본선 | (하행) | 후카가와 · 아사히카와 방면          |
| 2 | ■ 하코다테 본선 | (상행) | 다키카와 · 이와미자와 · 삿포로 방면 |

## 역 주변
- 기타소라치 신용금고 모세우시 지점
- 기타이부키 농업협동조합 (JA 기타이부키) 모세우시 지점
- 정립 모세우시 보육원

## 인접 정차역
| 홋카이도 여객철도 하코다테 본선 | 홋카이도 여객철도 하코다테 본선 | 홋카이도 여객철도 하코다테 본선 |
| ------------------------------- | ------------------------------- | ------------------------------- |
| A22 에베오쓰 오타루 방면        | 하코다테 본선                   | 후카가와 A24 아사히카와 방면    |